# إميلي عاطف
إميلي عاطف (بالفرنسية: Emily Atef) (و. 1973  م) هي مخرجة أفلام، وكاتبة سيناريو، وممثلة، وممثلة أفلام فرنسية، ولدت في برلين، بدأت مشوارها المهني سنة 2003.

## جوائز
حصلت على جوائز منها:

جائزة الفيلم الألماني ‏

## وصلات خارجية
- إميلي عاطف على موقع IMDb (الإنجليزية)
- إميلي عاطف على موقع ميتاكريتيك (الإنجليزية)
- إميلي عاطف على موقع روتن توميتوز (الإنجليزية)
- إميلي عاطف على موقع مونزينجر (الألمانية)
- إميلي عاطف على موقع قاعدة بيانات الأفلام العربية
- إميلي عاطف على موقع ألو سيني (الفرنسية)
- إميلي عاطف على موقع أول موفي (الإنجليزية)
- إميلي عاطف على موقع قاعدة بيانات الفيلم (الإنجليزية)
- إميلي عاطف على موقع ليتربوكسد (الإنجليزية)
- إميلي عاطف على موقع كينوبويسك (الروسية)